# 3959 Irwin
A 3959 Irwin (ideiglenes jelöléssel 1954 UN2) a Naprendszer kisbolygóövében található aszteroida. Az Indiana Egyetem fedezte fel 1954. október 28-án.